# Stadion Mandala Krida
Stadion Mandala Krida – wielofunkcyjny stadion w Yogyakarcie, w Indonezji. Obiekt może pomieścić 30 000 widzów. Swoje spotkania rozgrywają na nim piłkarze klubu PSIM Yogyakarta.